# QRP
QRP (вимовляється як ку-ер-пі) — кодове слово, яке серед радіоаматорів означає радіозв'язок зі зниженим рівнем вихідної потужності передавача, не втрачаючи водночас можливості утримувати інформаційне радіосполучення між кореспондентами. 
Вживається як окремо, так і у словосполученнях, наприклад: «QRP-зв'язок», «QRP-клуб», «QRP-змагання».
Походить із міжнародного Q-коду, який застосовують у професійному радіозв'язку, де кодові фрази «QRP» і «QRP?» використовуються як вказівка: «Зменшіть потужність!», та запит: «Чи повинен я зменшити потужність?».
Протилежне до QRP значення має скорочення QRO, яке серед радіоаматорів позначає роботу із високим, тобто близьким до максимального дозволеного для роботи рівнем вихідної потужності передавача.

## Засади
Багато радіоаматорів використовують передавачі із рівнем вихідної потужності близько 100 Вт, хоча у деяких країнах, наприклад у США, дозволено використовувати до 1500 Вт. QRP ентузіасти стверджують, що це не завжди необхідно, і нема потреби марнувати зайву енергію. Велика потужність передавача також збільшує ймовірність завад для сусідніх телевізорів, радіоприймачів, телефонів. Закони деяких країн, наприклад США, містять вимогу використовувати мінімальну достатню для ведення радіозв'язку потужність.

## Практика
Робота невеликою потужністю є окремим напрямком аматорського радіо. Серед радіоаматорів не існує повної згоди про те, яку саме потужність можна вважати QRP. Більшість любителів QRP згодні, що для CW, AM, FM та цифрових видів зв'язку, передавач повинен мати вихідну потужність не більше 5 Вт, однак немає спільної думки щодо вихідної потужності для SSB (односмуговової) модуляції. Частина радіоаматорів вважають, що потужність має бути не більшою за 10 Вт пікової потужності обвідної сигналу, водночас інші наполеглево твердять, що обмеження потужності мусить бути у 5 Вт.

QRP ентузіасти використовують також потужності менші 5 Вт, а іноді 100 мВт або навіть менше. Низьке енергоспоживання у 1 Вт і нижче, часто називають QRPp.
Вести QRP зв'язок може бути досить складним завданням. Прихильник QRP зустрічається не лише із труднощами, пов'язаними із особливостями розповсюдження радіохвиль, із якими стикаються ті, хто використовує високі рівні потужності, але ще й із проблемами, пов'язаними зі слабким рівнем прийнятого сигналу. QRP-любителі намагаються розв'язувати ці проблеми за допомогою ефективних антенних систем, нових видів зв'язку, підвищення своєї радіооператорської майстерності.
Для QRP часто використовують CW, а також цифрові види зв'язку. Досить ефективним для роботи QRP є PSK31, MFSK, OLIVIA. Новітні способи цифрового зв'язку: JT65, WSPR, ROS, які використовують спеціальні методи цифрової обробки сигналів, дозволяють одержати ще кращий результат.
QRP станції працюють у етері переважно поблизу певних частот. Наприклад, телеграфом — 1843, 3560, 7030, 10106, 14060, 21060, 28060 кГц та телефоном — 3690, 7090, 14285, 21285, 28360 кГц.

## Устаткування
Багато комерційних трансиверів із великою вихідною потужністю дозволяють оператору знизити рівень вихідного сигналу до QRP рівня. Комерційні трансивери, спеціально призначені для роботи із рівнем QRP потужності, були доступні у продажу починаючи ще з кінця 1960-х. Нині комерційнні компанії виробляють кілька радіостанцій, спеціально призначених для ентузіастів QRP. У продажу є також набори для збирання у домашніх умовах. Дехто із любителів QRP будує радіостанції повністю самостійно. QRP-устаткуванням іноді називають прості приймально-передавальні конструкції, проте це не зовсім правильно, адже саме для QRP-зв'язку потрібно задіювати ефективне радіоустаткування, застосовувати спеціальні методи обробки сигналу.

## Клуби
У світі існує велика кількість QRP-клубів. Регіональні клуби діють у багатьох країнах. Існують також і міжнародні об'єднання. В Україні ентузіасти QRP об'єднують свою діяльність в Українському радіоаматорському QRP-клубі.

## Змагання
У світі регулярно організовується досить багато радіоаматорських змагань саме для ентузіастів QRP.
Серед них можна відзначити:
- Michigan QRP Club Contest
- EA-QRP Contest
- AGCW-QRP Contest
- SP-QRP Contest

Водночас багато із загальних радіоаматорських змагань мають окрему залікову групу для QRP станцій.

## Дипломи
Однією з відзнак, що засвідчують досягнення радіоаматора, є радіоаматорські дипломи. Радіоаматорське об'єднання QRP Amateur Radio Club International [Архівовано 26 липня 2010 у Wayback Machine.]  (QRP ARCI) пропонує цілу низку дипломів [Архівовано 29 вересня 2020 у Wayback Machine.], кожен з них спонукає любителів роботи малою потужністю досягати найрізноманітніших цілей. Їх може отримати кожен радіоаматор, який виконає умови диплома, зокрема,  підтвердить радіозв'язки QSL-картками. Існує також немало інших дипломів, які видаються за встановлення QRP радіозв'язків, наприклад, North American QRP CW Club (NAQCC) пропонує диплом "1000 Miles per Watt" [Архівовано 9 жовтня 2020 у Wayback Machine.] та інші дипломи: "New Member Ambassador", "Friendship Club", "2 way QRP", 30-30, "Alphabet Prefix", DXCC, KMPW 100, Participation, QSO-A-Day, "Suffix Words", WAC, WAS [Архівовано 9 січня 2020 у Wayback Machine.]. Власні дипломні програми підтримують також й інші радіоаматорські клуби.